# هيو الكسندر ستيوارت
هيو الكسندر ستيوارت هو سياسي كندي، ولد في 29 سبتمبر 1871، وتوفي في 4 سبتمبر 1956. حزبياً، نشط في حزب كندا المحافظ. وقد انتخب عضو مجلس العموم الكندي.